# 安楽公主
安楽公主（あんらくこうしゅ）は、唐の中宗の娘。母は韋皇后。本名を李裹児といい、これは出生時に中宗が自らの衣服を脱いで安楽公主を包んだことより命名された。

## 生涯
幼少より聡明で美しい皇女であり、「光艶動天下」に記載された。韋后より寵愛を受けた。成年後は武三思の子の武崇訓に下嫁されたが、武崇訓の死後、安楽公主は武承嗣の子の武延秀と私通を重ね、後に武延秀へと嫁いだ。かつて自らを皇太女に封じようと計画したこともあったが、これは魏元忠の諫言により実現しなかった。
父母の溺愛の中で成長した安楽公主は、その生活が相当に奢侈なものであった。また、武崇訓との間にもうけた息子を数歳にして太常卿・鎬国公に封じ、姉の長寧公主・定安公主と共に民間の子女を攫い奴婢にするなどの行為に及んだ。これを知った左台侍御史の袁従一は安楽公主の逮捕を計画するが、中宗の詔勅に阻まれ、その行為は不問に付された。
その後、安楽公主は韋后と共謀して中宗の殺害と唐朝の簒奪を計画する。唐隆元年（710年）、中宗が両者により毒殺される事件が発生するが、臨淄王李隆基（後の玄宗）がただちに兵を挙げて韋后を殺害、さらに逃亡した安楽公主も殺害し、それぞれ韋庶人、悖逆庶人と庶人に落とされた。